# Pseudomys calabyi
Pseudomys calabyi є гризуном, який походить з Австралії. Це одна з галькових мишей, Pseudomys.

## Морфологічна характеристики
Довжина голови і тулуба миші какаду досягає 75–95 мм, довжина хвоста 70–95 мм, довжина задніх лап 17–19 мм, довжина вуха 13–14 мм і вага 15–24 грамів. У самки чотири черевні соски. Верх і обличчя сіро-коричневі. Бока і круп пісочного кольору. Низ, підборіддя, боки морди і верх лап білі. Очі великі. Хвіст рожево-коричневий з чорними волосками вздовж верхівки.

## Спосіб життя
Про спосіб життя відомо небагато. Вид шукає притулку в норах, входи в які оточені галькою, а пізніше закриті невеликими горбками гальки. Раціон складається переважно з насіння трав.